# Heilige Egbertuskerk (Hoek van Holland)
De Heilige Egbertuskerk is een rooms-katholieke kerk aan De Cordesstraat 27- 29 in Hoek van Holland.
De eerste Egbertuskerk in Hoek van Holland was een eenvoudig houten gebouw uit 1900 aan de 1e Scheepvaartstraat. In 1905 werd dit gebouw verplaatst naar de Rietdijkstraat, waar het bij oorlogshandelingen in 1944 werd verwoest. In de periode na de oorlog werd de naastgelegen Sint-Josephschool als kerk gebruikt. Het huidige kerkgebouw werd in 1959-1960 gebouwd, naar een ontwerp van H.P.J. de Vries. Dit was een van zijn laatste ontwerpen voor hij in 1965 overleed. De eerste paal werd geslagen op 13 april 1959, waarna de eerste steen op 24 september van hetzelfde jaar kon worden gelegd. Op 6 april 1960 werd de kerk geconsacreerd.
Het is een rechthoekige zaalkerk, met een halfronde apsis aan de westelijke zijde. In 2006 werd een kleine Mariakapel toegevoegd, ontworpen door Vincent van Leent. Het beeldhouwwerk van De Heilige Egbertus op de voorgevel werd gemaakt door Albert Termote.
De kerk wordt tot op heden gebruikt door de “R.K. Parochie H. Egbertus & H. Lambertus" waartoe ook de Lambertuskerk in Heenweg als bijkerk behoort.

## Bron
- Reliwiki - Hoek van Holland, Egbertuskerk
- Website RK Westland, Hoek van Holland